# Шарлотта Фландріна Оранська
Шарлотта Фландріна Оранська (нід. Charlotte Flandrina van Oranje), також Шарлотта Фландріна Орансько-Нассауська (нід. Charlotte Flandrina van Oranje-Nassau, фр. Charlotte Flandrina d'Orange-Nassau), (нар. 18 серпня 1579 — пом. 16 квітня 1640) — принцеса Оранська, графиня Нассауська, донька штатгальтера Нідерландів Вільгельма I Мовчазного та французької принцеси Шарлотти де Бурбон-Монпансьє, настоятелька бенедиктинського абатства Святого Хреста в Пуатьє у 1603—1640 роках.
Після смерті матері, у вересні 1582 року була вивезена до Франції, де виховувалась послідовно дідом Луї I де Монпансьє, двоюрідною тіткою Жанною де Шабо та рідною тіткою Жанною де Бурбон. Прийняла постриг 15 листопада 1595 року. Її діяльність як настоятельки призвела до розквіту абатства.

## Біографія

### Ранні роки
З'явилась на світ 18 серпня 1579 року в Антверпені. Була четвертою дитиною та четвертою донькою в родині штатгальтера Голландії, Зеландії та Утрехту Вільгельма I Мовчазного та його третьої дружини Шарлотти де Бурбон-Монпансьє. При народженні тіло дівчинки було трохи деформоване, протягом всього життя вона мала слабке здоров'я, залишалась невисокого зросту та була досить глухуватою. Охрестили новонароджену 18 жовтня з іменем Фландріна на честь Фландрії, яке стало її хрещеним батьком в рамках проводимої політики єдності. Батьки використовувала імена доньок, аби зміцнити відносини з південними провінціями.
Мала рідних старших сестер Луїзу Юліану, Єлизавету та Катерину Бельгіку й молодших — Шарлотту Брабантіну та Емілію Антверпіану, а також п'ятьох єдинокровних сиблінгів від попередніх союзів Вільгельма І. Свідками хрещення принцес були депутати тих місць і районів, на честь яких були названі дівчатка. Окрім цього, принцесам було призначено ренту з різних штатів. Фландріна отримувала дві тисячі гульденів від Фландрії.
Подружнє життя батьків було щасливим, що сприяло популярності штатгальтера. Шлюб був укладений через кохання. Матір була відомою як добра, благочесна, безкорислива та побожна жінка, яка у всьому підтримувала свого чоловіка, у тому числі і в його революційній діяльності. Мешкало сімейство, в основному, в Антверпені.
В рамках серії портретів княжої сім'ї, зроблених у 1580—1582 роках, Фландріна є єдиною відсутньою з дітей.

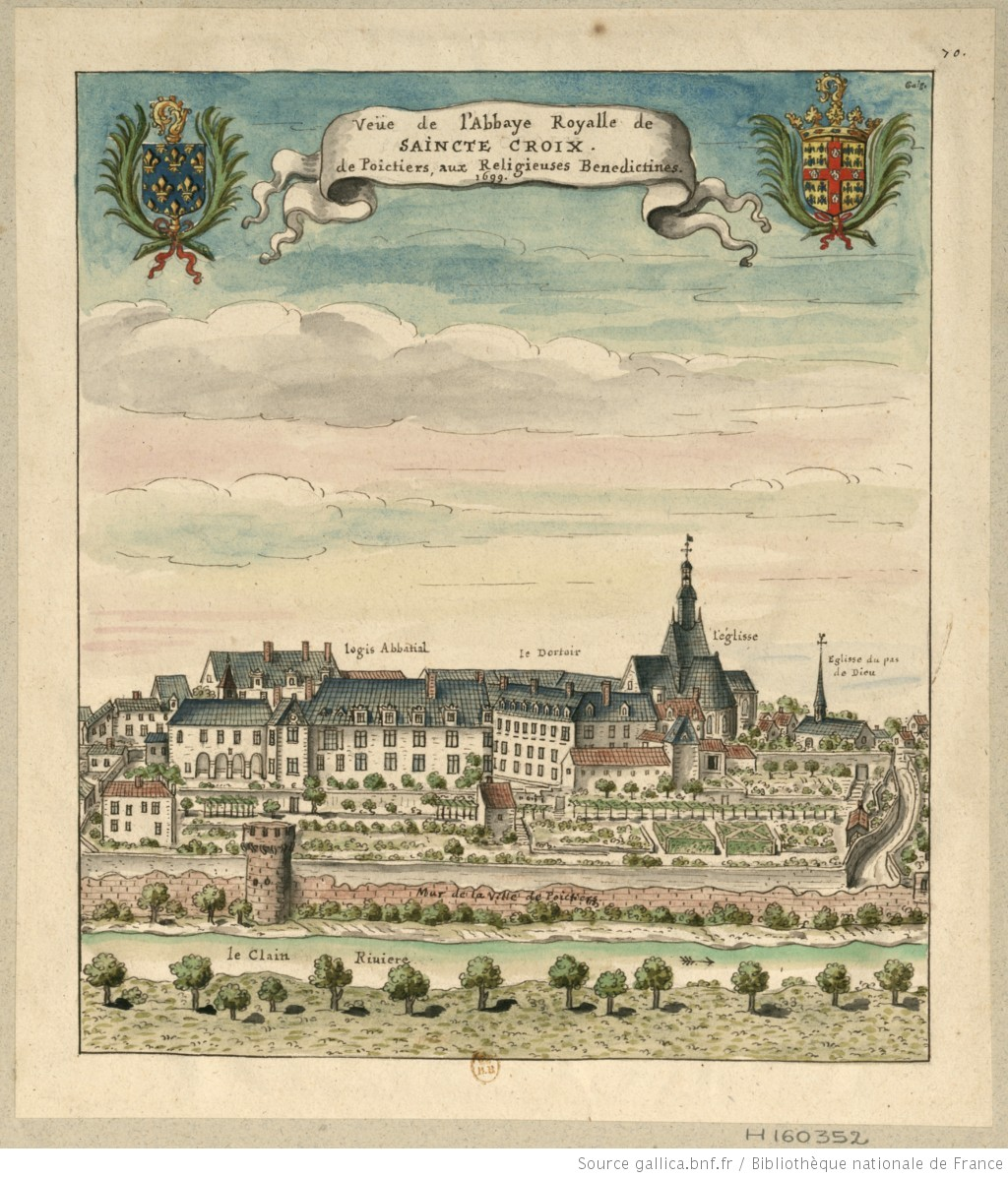
Абатство Святого Хреста

Після замаху на батька у березні 1582 року, матір віддано доглядала його до виснаження власних сил й померла від пневмонії у травні того ж року, в той час як чоловік видужав після поранення. Фландріні тоді було 2 роки. Певний час про неї та сестер турбувалася єдинокровна сестра Марія. У вересні 1582 Фландріну передали родині Монпасьє, яка мешкала у Франції. Ймовірно, це було жестом примирення двох родин.
Спочатку її вихованням займався дід з материнського боку, Луї I де Монпансьє, але він пішов з життя у тому ж вересні. Надалі про дівчинку піклувалася двоюрідна тітка Жанна де Шабо, настоятелька абатства Параклє в Шампані, яка доводилась донькою адміралу Філіпові Шабо та Франсуазі Лонгві. Втім, рідна тітка принцеси, Жанна де Бурбон, яка була настоятелькою бенедиктинських монастирів у Пуатьє та Жуаррі, просила короля Генріха III віддати опіку їй через схильність Жанни де Шабо до кальвінізму.
Батько, вже після від'їзду доньки, узяв четвертий шлюб із Луїзою де Коліньї, яка народила від нього сина Фредеріка Гендріка. Однак у липні 1584 року штатгальтер загинув у результаті чергового замаху. Мачуха, яка отримала опіку над падчірками, даремно намагалася повернути Фландріну до Голландії.
Принцеса, що отримала початкове протестантське виховання, у 1588 році, згідно королівського наказу, була передана на виховання Жанні де Бурбон. У тому ж році вона зреклася кальвіністської релігії. Надалі зростала у католицьких монастирях, якими заправляла її тітка. Проти волі Оранських родичів та готувала дівчину до чернечого життя. Луїза Юліана писала до дядька Йоганна Нассау-Ділленбурзького про свій глибокий смуток, що сестру виховують у католицькому дусі та передбачала великий тиск на неї аби та прийняла постриг. Коли Фландріна дійсно оголосила про свій намір стати черницею, її мачуха послала протест королю Франції Генріху IV, який погодився на кілька місяців відкласти подію.
У віці 16 років Фландріна, незважаючи на опір сім'ї, 15 листопада 1595 принесла чернечі обітниці. Їй дали ім'я Шарлотта, проте вона продовжувала підписувати листи як Фландріна.

### Доросле життя
Увійшла до монастиря Святого Серця у Пуатьє та була відразу призначена великою пріоресою. Монастир мав більш ніж тисячолітню історію та був першим жіночим монастирем в Європі. У 1603 році стала його настоятелькою. При висвяченні Фландріни архієпископом Пуатьє Жоффруа де Сен-Беленом була присутньою її сестра Шарлотта Брабантіна. Принцеса керувала монастирем до самої смерті.

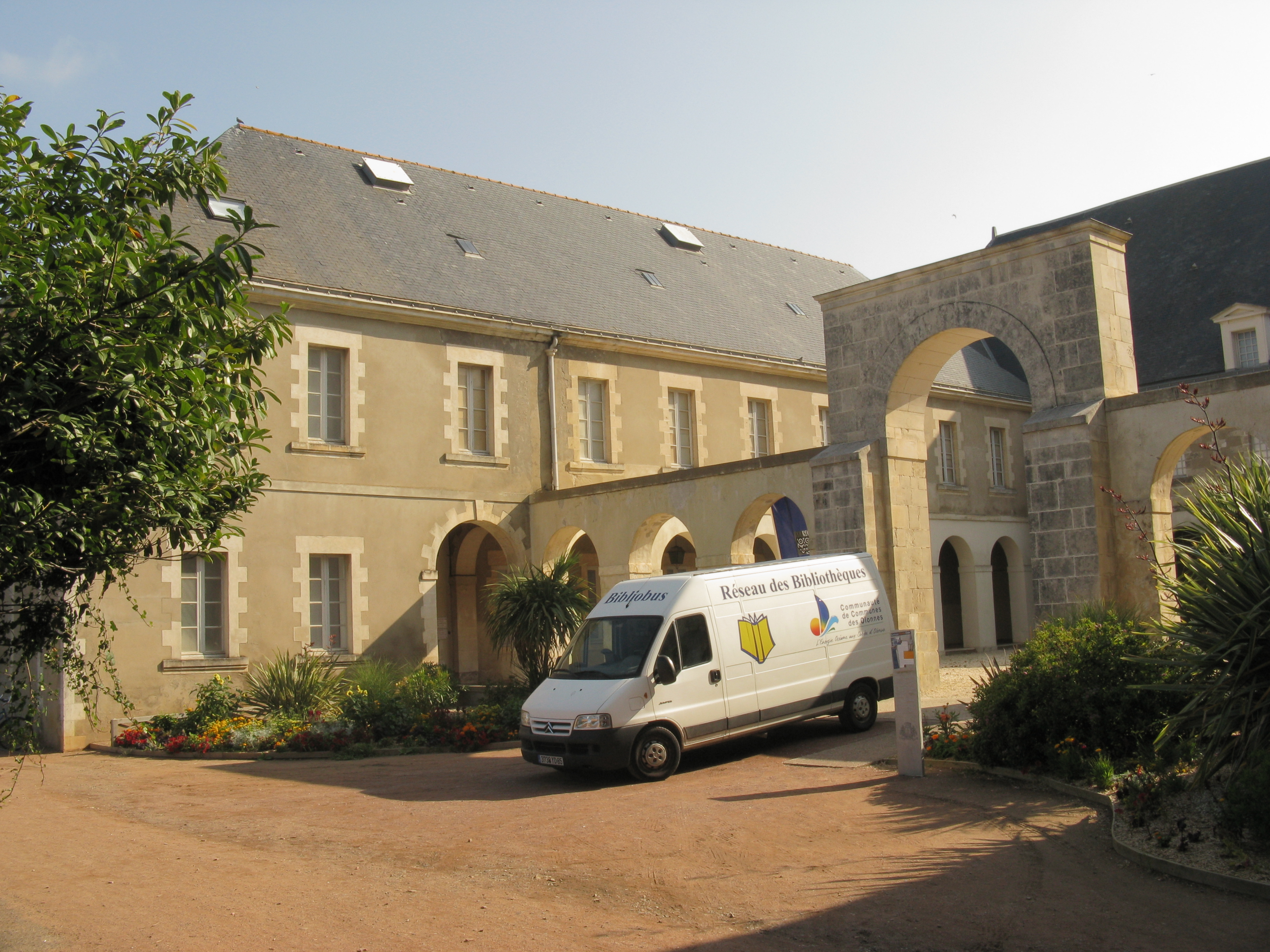
Будівля пріорату Святого Хреста у Ле-Сабль-д'Олонні у 2011 році

Фландріну змальовували як «дуже доброчесну принцесу та дуже гідну настоятельку монастиря». Державний діяч Обері дю Морьє писав: «Вона була маленькою і такою глухою, що могла чути лише зі срібним конусом. Можна додати, що, красива та наділена живою й одухотвореною фізіономією, як і всі її сестри, вона, як і багато хто з них, страждала передчасною повнотою».
Мала добрі відносини із сестрами, особливо з Єлизаветою та Шарлоттою Брабантіною, які регулярно її навідували. Разом з тим, постійно намагалася навернути їх у католицтво. Так, у грудні 1627 року черниці абатства Святого Хреста протягом сорока годин безперервно молилися за навернення принцеси Брабантіни Оранської. Також підтримувала зв'язок із мачухою та єдинокровним братом Фредеріком Гендріком. Останній відвідав її у 1598 році та подарував шістнадцять панно, що зображують життя святої Радегунди, покровительки монастиря Фландріни. Згодом він відправив їй дванадцять картин Еверарда ван дер Маеса «Таємниці життя Христа», написаних на мідних пластинах, які настоятелька дарувала монастирю. Мала вплив на своїх небожів Анрі де ла Тремуя та Фредеріка Моріса де Латур д’Овернь, які в дорослому віці навернулися до католіцизму.
Її правління стало часом розквіту абатства та «незворотньої реформи» (фр. «la réforme irréversible»). Відбулося покращення матеріального становища обителі: фінанси монастиря були збалансовані та підтримувались особистими статками настоятельки. 
Абатиса користувалася підтримкою великих діячів Пуату, особливо Ла Тремуя. Площа монастирського корпусу збільшилася на третину. Були проведені заходи, щодо відновлення будівель та прикрашення церкви. Відбулись замовлення скульптору Жерве де ла Барру, з робіт якого в однойменній церкві досі збереглася скульптурна композиція Святої Радегонди, яка схиляє в молитві коліна перед стоячим Христом, а також скульптури для каплиці Святого Людовика колледжу Генріха IV, виконані у 1615 році. Також Шарлотта Фландріна пожертвувала каплиці Святого Людовика алтар у бароковому стилі, створений у 1609 році. Її герб зберігається на ньому і досі.
Устав реформи вийшов у 1611 році. Згідно нього, відновлювалась дотримання бенедиктинського статуту, суворе усамітнення, спільність власності, відмова від накопичення. Спілкування з мирянами виключно через грати настоятелька застосувала й до себе. Після цього, у листі від 7 серпня 1611 року, Єлизавета Оранська просила Шарлотту Брабантіну звернутися до кардинала Франсуа де Жуайєза, аби той дозволив Фландріні розмовляти з сестрами без грат, як і раніше. Втім, схвальної відповіді кардинал не дав, і справа щодо грат не змінилася й у 1620 році, що продовжувало засмучувати сестер настоятельки. Однак, Фландріна без дозволу архієпископа Пуатьє категорично відмовлялася спілкуватися з родичами без решітки.
Разом з тим, відбулося духовне відродження абатства, яке було відмічене зростанням індивідуальної духовності й особистого читання, а також впливом ігнатіанства. Кількість черниць збільшилася з 30 до 90, з них 17 належали до найаристократичніших родин Франції. Вони знов почали займатися ручною роботою.

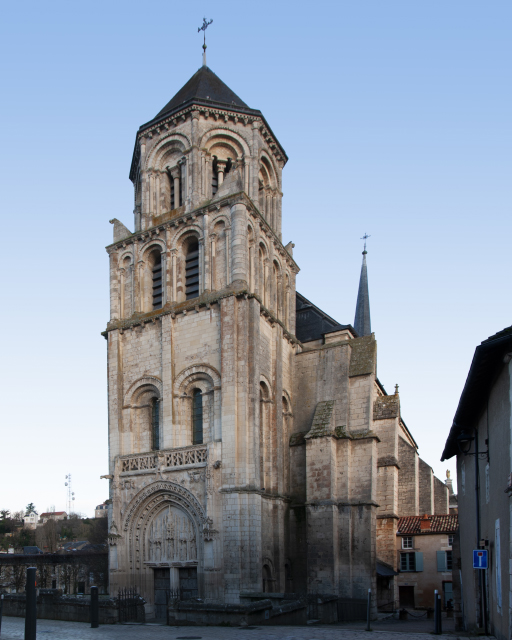
Церква Святої Радегунди в Пуатьє

Також Фландріна оновила літургію, давши більше місця співу та дозволивши більш часті причастя. Виступала за проведення церемоній, присвячених Страстям Христовим. Допомогла відродити культ святої Радегунди, ініціювала написання двох життєписів святої і була згадана в посвяченні. Сама була схильною до містики та ігнатіанської духовності єзуїтства. Втім, архієпископ Пуатьє намагався обмежити вплив єзуїтів на абатису. Вважається, що вона склала збірку духовних вправ для новачків.
Вела велике листування більше тридцяти років. Її листи відзначалися люб'язним і природнім стилем, а також почуттям великодушної та глибокої прихильності, іноді з лестощами. Наразі, переписка настоятельки опублікована лише частково.
Живучи в самому центрі Пуатьє, громада абатства Святого Хреста розділяла повсякденне життя та проблеми міста, у тому числі військові загрози 1610—1620 років, епідемії та нестачу їжі. Це сприяло уявленню абатиси народом як захисної та доброчинної фігури, особливо серед бідних. Сімейне походження та доля Фландріни сприяли проведенню її біографами паралелей із засновницею абатства, святою Радегундою — іноземною принцесою, яка знаходила в релігійних зобов'язаннях обґрунтування свого існування.
16 грудня 1631 року абатиса потрапила у корабельну аварію. За деякими даними, була єдиною вижившею. В подяку за порятунок звела на місці сучасного порту Буржене каплицю Нотр-Дам, до якої помістила статую Діви Марії, що прикрашала ніс човна, на якому вона пристала до пляжу. Згодом про цю статую розповсюдилося багато легенд. Після молитов біля неї сталися численні чудотворні зцілення.
Фландріна розширила вплив абатства, заснувавши у 1633 році пріорат Святого Хреста у Ле-Сабль-д'Олонні для літніх і хворих монахинь, де правила Святого Бенедикта були пом'якшені. Будівля пріорату зводилася з 1633 до 1639 року під наглядом коад'юторки Катерини де ла Тремуй, як простий будинок з суворими лініями, що відповідав ідеалам Контрреформації, яка забороняла прикраси. Брат настоятельки імпортував з Данії деревину, необхідну для каркаса даху.

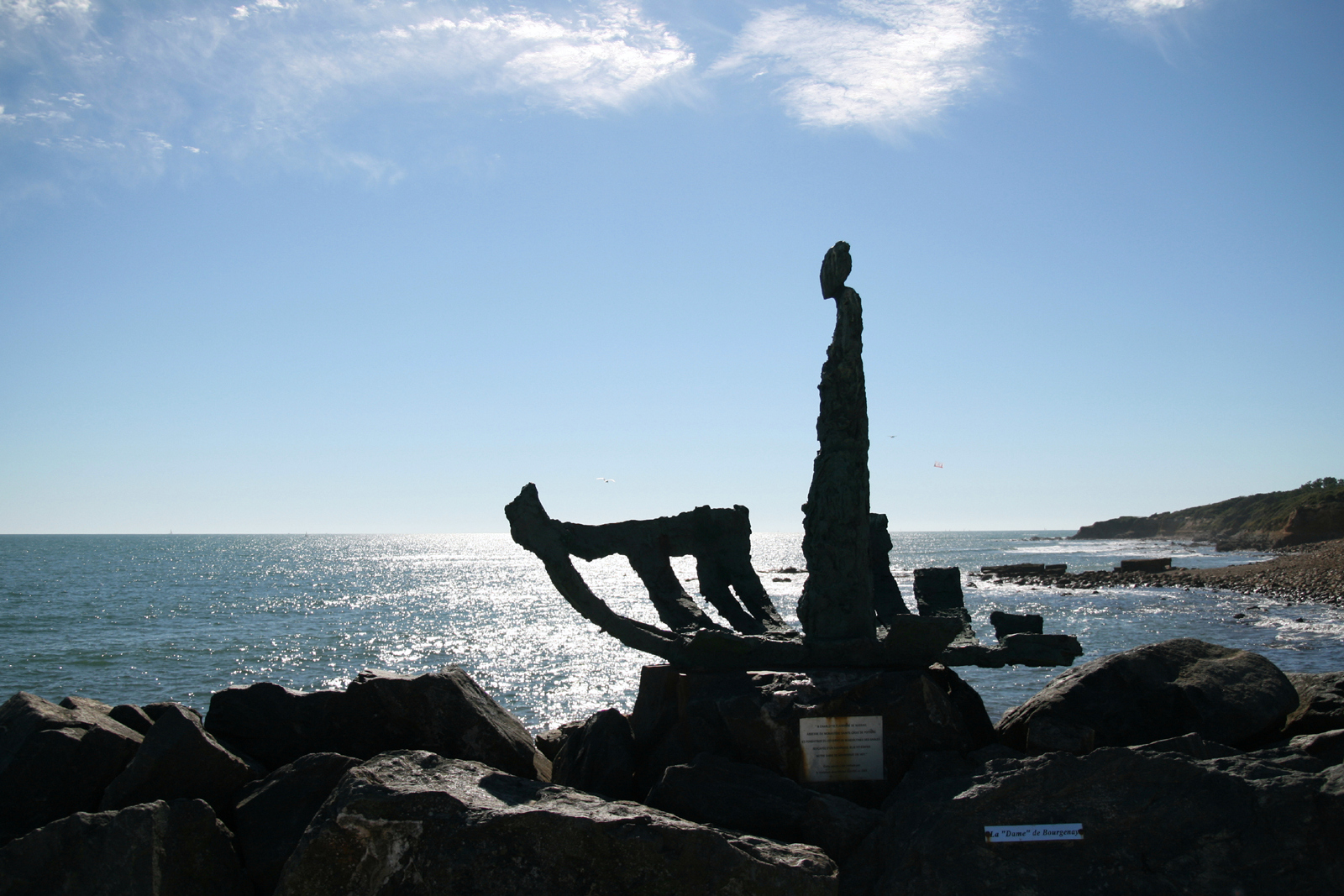
«Дама Буржене»

Принцеса померла після важкої хвороби о другій годині ночі 16 квітня 1640 року. Була похована у церкві Святої Радегунди в абатстві. Після її смерті і до революції монастир не зазнавав серйозних криз.

## Вшанування пам'яті
- У 2005 році у порту Буржене була встановлена бронзова статуя «Дама Буржене» роботи французького скульптора Жана-Мішеля Сольвеса, присвячена Шарлотті Фландріні.[25]